# 최준석 (야구인)
최준석(崔俊蓆, 1983년 2월 15일 ~ )은 전 ABL 리그 질롱 코리아의 내야수였다. 초등학교 졸업 후 고향 대구를 떠나 타지(포항 부산 서울)에서 생활했다.

## 한국 프로야구 시절

### 롯데 자이언츠시절
2001년에 2차 6라운드 49순위에 지명을 받아 포수로 입단하였다. 하지만  수비 실력이 떨어져 당시 주전 포수 최기문의 그늘을 걷어내지 못했고  급기야  최기문이 병역과 건강 문제로  팀 전력에서 이탈한 뒤에는 강민호의 급성장으로 설 자리를 잃었으며 2006년 1루수로 전향했지만 같은 포지션의  입단 동기  이대호에게 밀려 백업으로만 활동했다.

### 두산 베어스시절
최경환, 이승준을 상대로 김진수와 함께 2006년 5월 17일 트레이드됐다. 그러나 이 트레이드는 이승준이 2006년, 최경환은 2007년을 끝으로 방출당해 롯데 자이언츠에게는 실패한 트레이드가 됐고, 최경환은 KIA 타이거즈로 옮겨 현역 생활을 마무리했지만 이승준은 현역에서 은퇴했다.
이적 후 팀의 장타력에 기여했고 김진수는 1군으로 올라올 때마다 굵고 짧게 활약하여 인상을 남겼다. 고질적인 무릎 부상으로 2012년 말 병역 면제 판정을 받아 무릎 재활 치료를 했다.
2013년 시즌 중에는 오재일과의 1루 주전 경쟁으로 많은 경기에 출전하지 못했지만, 2013년 준플레이오프 5차전에서 대타로 나와 강윤구를 상대로 결승 솔로 홈런을 기록해 68표 중 35표를 얻으면서 준플레이오프 MVP로 선정됐다. 이후 플레이오프와 한국시리즈에서도 홈런을 쳐 내며 포스트시즌에서만 6홈런을 기록했고, 2001년 타이론 우즈와 타이 기록을 이뤄 포스트시즌 최다 홈런을 기록했지만 팀이 7차전에서 패해 준우승에 머물렀다.
2013년 시즌 후 FA를 선언했으나 팀과의 협상이 결렬됐고, 4년 총액 35억원(계약금 15억, 연봉 4억, 옵션 4억)의 조건으로 롯데 자이언츠와 계약하며 친정 팀에 복귀했다.

### 롯데 자이언츠복귀
2014년에 복귀하였다. 2015년에 주장으로 활동했는데 2014년 7월  12일 광주 기아전에서 선발 포수로 나선 용덕한과 데드볼을 머리에 맞아 부상당한 강민호가 교체되며 포수가 엔트리에서 소진되자 9회말부터 포수 마스크를 썼다.

### NC 다이노스시절
2018년에 사인 앤 트레이드(무상 트레이드)로 이적하였다.
그러나 2018년 10월 13일에 재계약 불가를 통보받고 방출됐다.

## 호주 프로야구 시절

### 질롱 코리아시절
2018년 11월 20일에 입단하였다.

## 에피소드
- 2005년 5월 26일 LG 트윈스전에서 투수 신윤호를 상대로 역전 결승 2점 홈런을 쳐 냈는데, 이 홈런은 롯데 자이언츠가 8점차 열세를 뒤집은 홈런이었다. 롯데 자이언츠는 이 날 경기에서 선발 투수였던 장원준이 조기 강판당하며 4회까지 0:8로 끌려가고 있었다. 그런데 경기 중반에 선발 투수 장문석을 상대로 8득점을 하며 동점이 됐고, 이후 롯데 자이언츠 불펜진이 추가 실점을 해 LG 트윈스가 2점을 추가했으나, 경기 말에 손인호의 적시타로 다시 동점을 만들었고, 계속된 찬스에서 그의 2점 홈런으로 대역전승을 연출했다. 이 경기는 그 당시 롯데 자이언츠의 돌풍이 절정에 도달했음을 의미하는 경기였다. 야구 팬들은 이날 롯데 자이언츠의 대역전승을 두고 '5.26 대첩'이라고 불렀다.
- 2013년 9월 23일 두산 베어스전에서 대타로 나와 3루 관중석 상단에 떨어지는 파울을 날렸다. 그는 타격 뒤 방망이를 집어던졌는데, 미국 언론들은 이례적으로 이를 성급한 홈런 세리머니라고 방송했다.[12]

## 출신 학교
- 대구칠성초등학교
- 포항제철중학교
- 포항제철공업고등학교

## 통산 기록
| 연도 | 팀명   | 타율  | 경기 | 타수 | 득점 | 안타 | 2루타 | 3루타 | 홈런 | 루타 | 타점 | 도루 | 도실 | 볼넷 | 사구 | 삼진 | 병살 | 실책 | 비고               |
| ---- | ------ | ----- | ---- | ---- | ---- | ---- | ----- | ----- | ---- | ---- | ---- | ---- | ---- | ---- | ---- | ---- | ---- | ---- | ------------------ |
| 2002 | 롯데   | 0.333 | 2    | 3    | 0    | 1    | 0     | 0     | 0    | 1    | 0    | 0    | 0    | 0    | 0    | 0    | 0    | 0    |                    |
| 2004 | 롯데   | 0.211 | 10   | 19   | 3    | 4    | 0     | 0     | 2    | 10   | 2    | 0    | 0    | 0    | 1    | 1    | 2    | 1    |                    |
| 2005 | 롯데   | 0.246 | 100  | 280  | 19   | 69   | 8     | 0     | 8    | 101  | 42   | 4    | 1    | 24   | 3    | 58   | 9    | 0    |                    |
| 2006 | 두산   | 0.251 | 109  | 315  | 28   | 79   | 11    | 0     | 11   | 123  | 47   | 1    | 1    | 34   | 3    | 67   | 7    | 2    |                    |
| 2007 | 두산   | 0.244 | 121  | 386  | 48   | 94   | 20    | 2     | 16   | 166  | 75   | 1    | 0    | 51   | 2    | 95   | 10   | 0    |                    |
| 2008 | 두산   | 0.225 | 67   | 169  | 16   | 38   | 5     | 0     | 6    | 61   | 23   | 1    | 0    | 23   | 1    | 46   | 8    | 0    |                    |
| 2009 | 두산   | 0.302 | 116  | 361  | 49   | 109  | 11    | 0     | 17   | 171  | 94   | 1    | 0    | 49   | 3    | 77   | 13   | 5    |                    |
| 2010 | 두산   | 0.321 | 127  | 424  | 63   | 136  | 26    | 1     | 22   | 230  | 82   | 0    | 5    | 50   | 5    | 83   | 17   | 2    | 골든글러브 (1루수) |
| 2011 | 두산   | 0.271 | 124  | 421  | 49   | 114  | 26    | 0     | 15   | 185  | 75   | 0    | 1    | 56   | 1    | 104  | 11   | 1    |                    |
| 2012 | 두산   | 0.250 | 89   | 248  | 15   | 62   | 3     | 1     | 6    | 85   | 30   | 1    | 0    | 25   | 2    | 47   | 9    | 3    |                    |
| 2013 | 두산   | 0.270 | 100  | 222  | 22   | 60   | 8     | 0     | 7    | 89   | 36   | 0    | 0    | 39   | 0    | 47   | 7    | 1    |                    |
| 2014 | 롯데   | 0.286 | 121  | 371  | 54   | 106  | 13    | 0     | 23   | 188  | 90   | 1    | 0    | 81   | 2    | 88   | 14   | 0    |                    |
| 2015 | 롯데   | 0.306 | 144  | 507  | 78   | 155  | 18    | 1     | 31   | 268  | 109  | 0    | 0    | 108  | 1    | 134  | 17   | 0    |                    |
| 2016 | 롯데   | 0.262 | 116  | 325  | 49   | 85   | 10    | 0     | 19   | 152  | 70   | 0    | 0    | 64   | 3    | 102  | 14   | 0    |                    |
| 2017 | 롯데   | 0.291 | 125  | 409  | 43   | 119  | 15    | 0     | 14   | 176  | 82   | 0    | 0    | 49   | 1    | 89   | 24   | 1    |                    |
| 2018 | NC     | 0.255 | 93   | 153  | 7    | 39   | 3     | 0     | 4    | 54   | 24   | 0    | 0    | 24   | 0    | 41   | 6    | 0    | 통산200홈런 달성   |
| 통산 | 16시즌 | 0.275 | 1564 | 4613 | 543  | 1270 | 177   | 5     | 201  | 2060 | 881  | 10   | 8    | 677  | 28   | 1079 | 168  | 16   |                    |